# Friedrich Otto Boltze

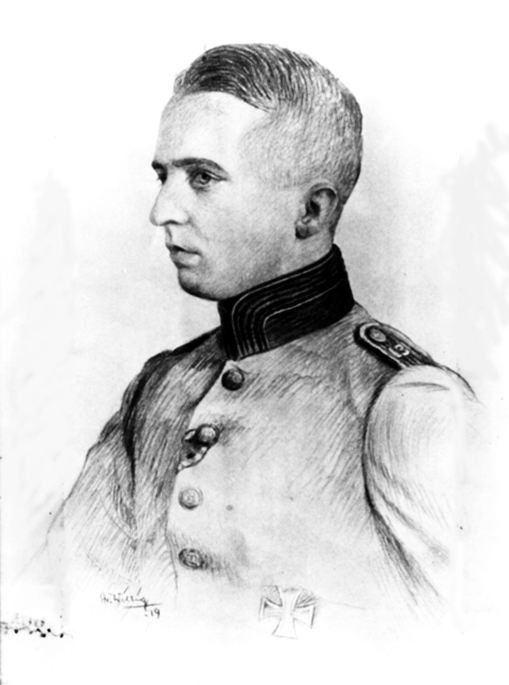
FO Boltze als Leutnant 1917

Friedrich Otto Boltze (* 10. Dezember 1898 in Trier; † 12. Oktober 1983 in Ottobrunn) war ein deutscher Jurist, Offizier und Hauptgeschäftsführer der Deutsch-Französischen Industrie- und Handelskammer in Paris.

## Leben und Wirken
Friedrich Otto Boltze wurde am 10. Dezember 1898 in Trier geboren. 1916 legte er das Kriegsabitur ab und nahm sodann von 1916 bis 1918 als Jäger zu Pferde im Jäger-Regiment zu Pferde Nr. 13 am Ersten Weltkrieg teil. Im Jahr 1918 erlebte er als Leutnant die Demobilisierung in Jerichow. 1919 nahm er sein Jurastudium in Halle auf. 1934 wurde er als Rittmeister im 16. Reiterregiment in Erfurt reaktiviert. 
Boltze diente als Kriegsteilnehmer im Frankreichfeldzug des Zweiten Weltkrieges und war von 1941 bis 1943 Mitglied der deutschen Waffenstillstandskommission in Marokko. Nach dem Krieg fungierte er von 1951 bis 1956 als Stadtverordneter (FDP) und Referent für Wirtschaftsförderung in Frankfurt am Main. Auf dem Höhepunkt seiner Laufbahn leitete er als erster deutscher Hauptgeschäftsführer gemeinsam mit dem französischen Partner O. Wilhelm von 1956 bis 1958 die Deutsch-Französische Industrie- und Handelskammer in Paris.
Friedrich Otto Boltze war verheiratet mit Bertha Freiin von Rotenhan und Vater von vier Kindern. Sein Bruder Erich Boltze (1891–1981) war ein einflussreicher deutscher Diplomat.